# Willie Aames
Willie Aames (Los Ángeles, California; 15 de julio de 1960) es un actor estadounidense. Conocido por interpretar a Tommy Bradford en la serie Eight Is Enough (1977-1981), y Buddy Lembeck en Charles in Charge (1984-1990) y también como Bibleman en la serie directamente para vídeo Bibleman (1995-2003).

## Biografía
Su carrera artística se inicia interpretando pequeños papeles episódicos en series clásicas de la televisión norteamericana como The Odd Couple (1971), Cannon (1971), Medical Center (1971), The Waltons (1975) o Little House on the Prairie (1977).
Su popularidad a nivel mundial se la debe, sin embargo, al papel de Tommy Bradford, uno de los hijos de Tom Bradford (Dick Van Patten) en la famosa serie de televisión Con ocho basta, que se emitió entre 1977 y 1981. El personaje lo convierte en portada de revistas, ídolo de adolescentes, fenómeno de fans y le permite emprender una breve carrera musical: Lidera el grupo de música pop Willie Aames & Paradise, entre finales de los setenta y principios de los ochenta. 
Tras la cancelación de la serie, intervino en algunas películas como Paradise (1982), con Phoebe Cates, o Zapped! (1982), con Scott Baio o la española Goma-2, de José Antonio de la Loma.
Entre 1983 y 1985 puso su voz al personaje de 'Hank' en la famosa serie de dibujos animados Dungeons & Dragons. 
Tras superar su adicción a las drogas y el alcohol, se dedicó a divulgar los valores cristianos y predicó los principios evangélicos en una serie de programas editados directamente para video bajo el título de Bibleman entre 1995 y 2004.
En 2005 intervino en el reality show Celebrity Fit Club.

## Filmografía
| Año        | Título                                       | Papel                       | Notas                                               |
| ---------- | -------------------------------------------- | --------------------------- | --------------------------------------------------- |
| 1971       | The Odd Couple                               | Leonard                     | Episodio: "Win One for Felix"                       |
| 1971–1972  | The Courtship of Eddie's Father              | Harold O'Brien              | 4 episodios                                         |
| 1971, 1973 | Gunsmoke                                     | Tom / Andy                  | 2 episodios                                         |
| 1971, 1974 | Adam-12                                      | Niño / Billy Ray            | 2 episodios                                         |
| 1971–1975  | Medical Center                               | Eric / Jeff                 | 3 episodios                                         |
| 1972       | Cannon                                       | Petey Macklin               | Episodio: "A Flight of Hawks"                       |
| 1972–1974  | Wait Till Your Father Gets Home              | Jamie Boyle (voz)           | 38 episodios                                        |
| 1973       | Adam's Rib                                   | Niño                        | Episodio: "Katey at the Bat"                        |
| 1973       | Frankenstein                                 | William Frankenstein        | dos partes de episodio de The Wide World of Mystery |
| 1974       | Benjamin Franklin                            | Benjamin Franklin (12 años) | miniserie; Episodio: "The Whirlwind"                |
| 1974       | The Wonderful World of Disney                | Jeff Peterson               | Episodio: "Runaway on the Rogue River"              |
| 1975       | The Waltons                                  | Danny Comley                | Episodio: "The Beguiled"                            |
| 1975       | We'll Get By                                 | Kenny Platt                 | 12 episodios                                        |
| 1975–1976  | The Swiss Family Robinson                    | Fred Robinson               | 20 episodios                                        |
| 1976       | Rich Man, Poor Man                           | Young Wesley Jordache       | miniserie; Episodio: "Chapter I"                    |
| 1976–1977  | Family                                       | T.J. Latimer                | 6 episodios                                         |
| 1977       | Little House on the Prairie                  | Seth                        | Episodio: "Injun Kid"                               |
| 1977–1981  | Eight Is Enough                              | Tommy Bradford              | 111 episodios                                       |
| 1982       | The Love Boat                                | Danny                       | Episodio: "Doc's Nephew"                            |
| 1983       | The Edge of Night                            | Robbie Hamlin               |                                                     |
| 1983–1985  | Dungeons & Dragons                           | Hank the Ranger (voice)     | Papel principal                                     |
| 1984–1990  | Charles in Charge                            | Buddy Lembeck               | 126 episodios                                       |
| 1986       | Blacke's Magic                               | Eric Wilson                 | Episodio: "The Revenge of the Esperanza"            |
| 1987       | Eight Is Enough: A Family Reunion            | Tommy Bradford              | Película de televisión                              |
| 1989       | An Eight Is Enough Wedding                   | Tommy Bradford              | Película de televisión                              |
| 1995–2003  | Bibleman                                     | Miles Peterson / Bibleman   | 23 episodios                                        |
| 2005       | Celebrity Fit Club – Season 2                | Él mismo                    | 8 episodios                                         |
| 2006       | Bugtime Adventures                           | Narrador                    | 13 episodios                                        |
| 2007       | MacMillan River Adventures - Temporada 1     | Él mismo                    | 27 episodios                                        |
| 2008       | Celebrity Fit Club: Boot Camp – Temporada 8  | Él mismo                    | 8 episodios                                         |
| 2015       | Harvest Moon                                 | William Stone               | Película de televisión                              |
| 2016       | Dater's Handbook                             | Kyle                        | Película de televisión                              |
| 2016       | Every Christmas Has A Story                  | Vernon Hollis               | Película de televisión                              |
| 2017       | Date My Dad                                  | Principal Reed              | 2 episodios                                         |
| 2019       | Love on the Menu                             | Martin Thomas               | Película de televisión                              |
| 2020       | Picture Perfect Mysteries: Exit Stage Death" | Neil Khan                   | Película de televisión                              |

| Año  | Película                          | Papel          | Notas                                        |
| ---- | --------------------------------- | -------------- | -------------------------------------------- |
| 1979 | Scavenger Hunt                    | Kenny Stevens  |                                              |
| 1982 | Paradise                          | David          |                                              |
| 1982 | Zapped!                           | Peyton Nichols |                                              |
| 1984 | Goma-2                            | Tony           | Título alternativo: Killing Machine          |
| 1985 | Cut and Run                       | Tommy Allo     | Título alternativo: Amazon: Savage Adventure |
| 2003 | The Missy Files                   | —              | directamente para vídeo director, escritor   |
| 2003 | Dickie Roberts: Former Child Star | Él mismo       |                                              |
| 2020 | Bottle Monster                    | George         |                                              |